# DB Regio Franken

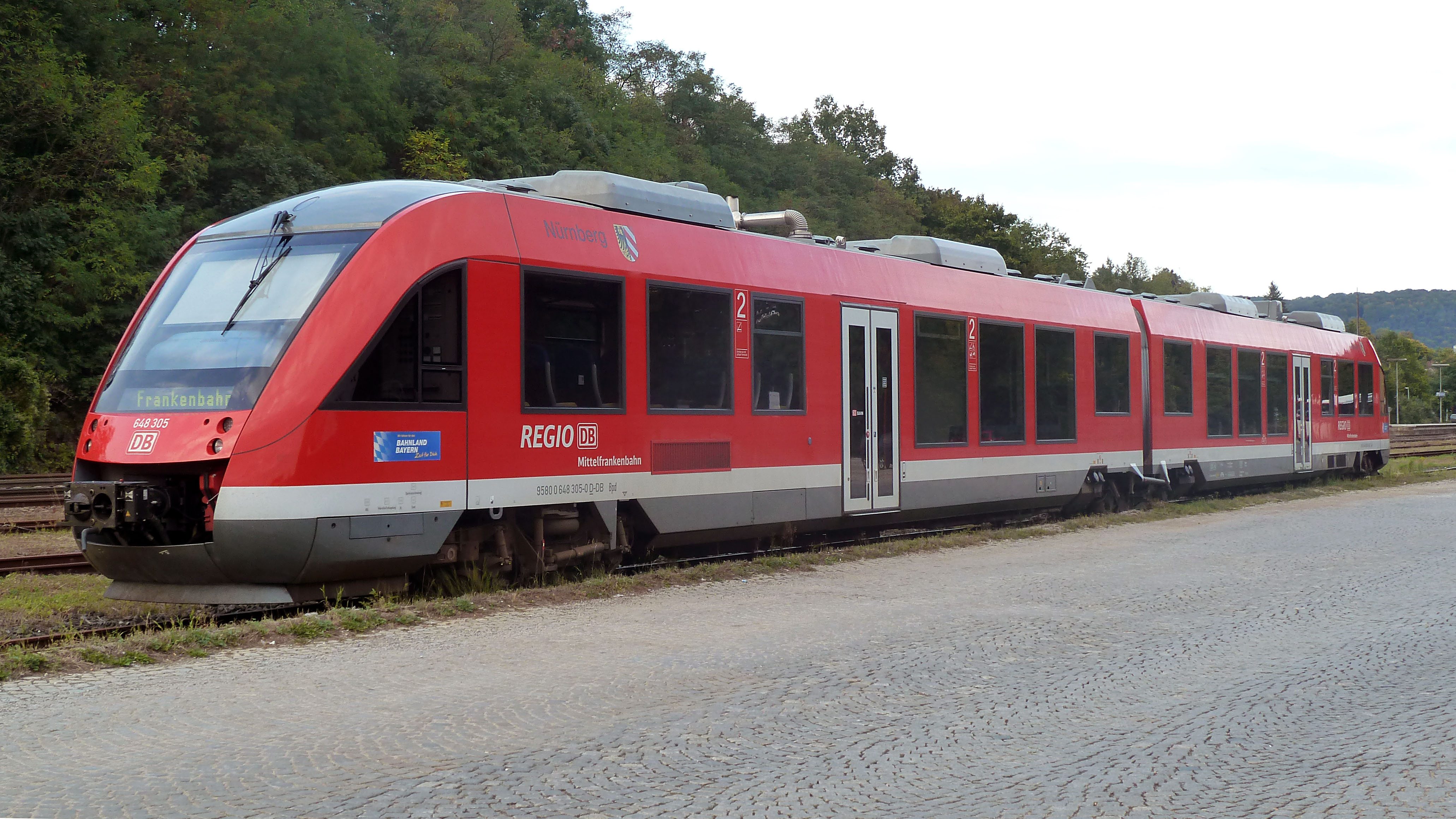
Ein Triebwagen der Baureihe 648 von DB Regio Franken

Zum 1. Oktober 2010 gingen die DB Regio Mittelfranken und die DB Regio Unterfranken in der DB Regio Franken auf. Die DB Regio Bayern hat beide Unternehmen zu einem Eisenbahnverkehrsunternehmen vereinigt.
DB Regio Franken betreibt unter anderem die S-Bahn Nürnberg (Bamberg – Neumarkt (Oberpf.), Roth – Hartmannshof, Nürnberg – Altdorf (b Nürnberg), Nürnberg – Crailsheim, Nürnberg – Allersberg (Rothsee) und Nürnberg – Neustadt (Aisch)), das E-Netz Franken, das E-Netz Würzburg sowie die Mittelfrankenbahn (Bahnstrecken Nürnberg–Neuhaus (Pegnitz)/Simmelsdorf-Hüttenbach; Nürnberg Nordost–Gräfenberg (Gräfenbergbahn); Fürth–Markt Erlbach (Zenngrundbahn); Fürth–Cadolzburg (Rangaubahn); Neustadt a. d. Aisch–Steinach (b. Rothenburg) und Steinach (b. Rothenburg)–Rothenburg o. d. Tauber).

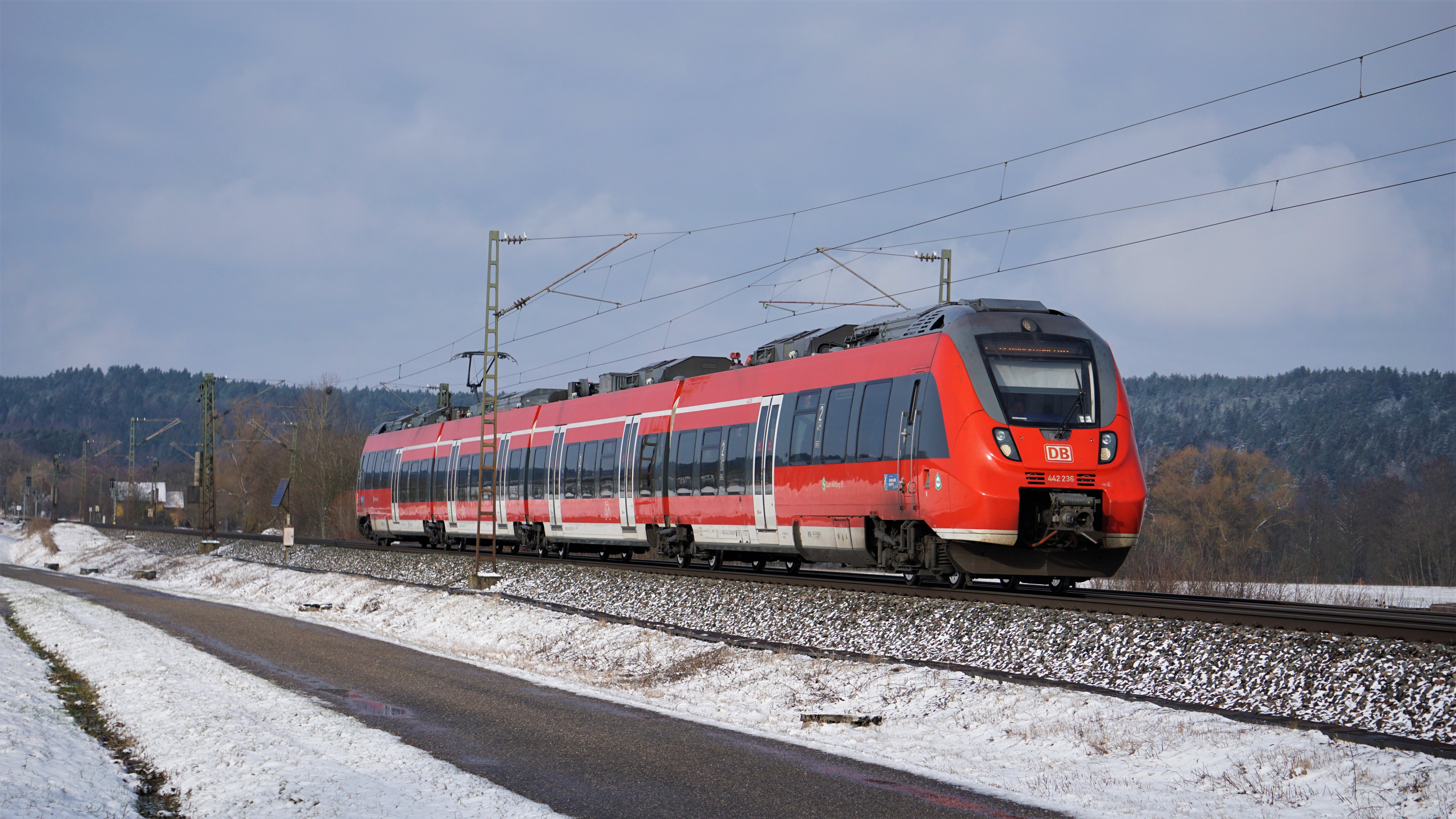
Talent 2 der S-Bahn Nürnberg

Zum Einsatz kommen bei der S-Bahn Nürnberg Fahrzeuge des Typs Bombardier Talent 2 (Baureihe 442), Alstom Coradia Continental (Baureihe 1440), (drei Reserve garnituren aus Lokomotiven der Baureihe 111 und x-Wagen) beim E-Netz Würzburg Fahrzeuge des Typs Alstom Coradia Continental (Baureihe 440) und beim Netz der Mittelfrankenbahn Fahrzeuge des Typs Alstom Coradia LINT (Baureihe 622 und 648) sowie Desiro Classic (Baureihe 642).

## Zugleistungen
- Mainfrankenbahn
- Mittelfrankenbahn
- Franken-Thüringen-Express
- S-Bahn Nürnberg